# Tar (Saiteninstrument)

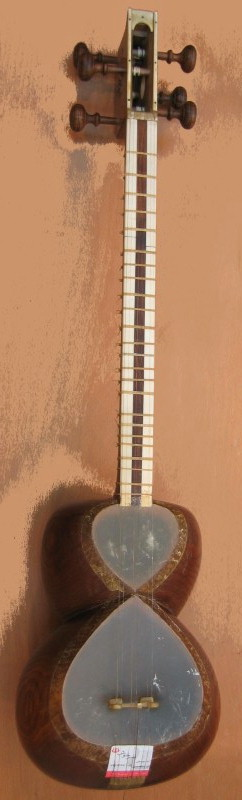
Iranische tar

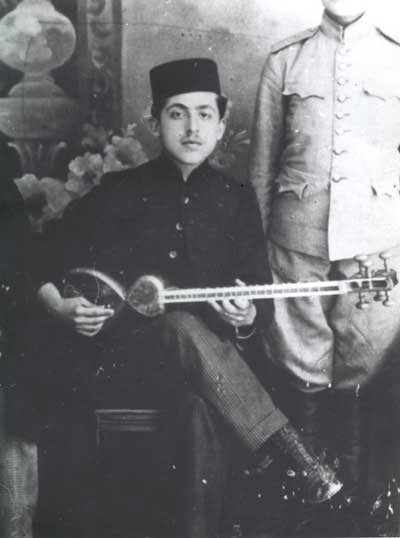
Morteza Neydāvud

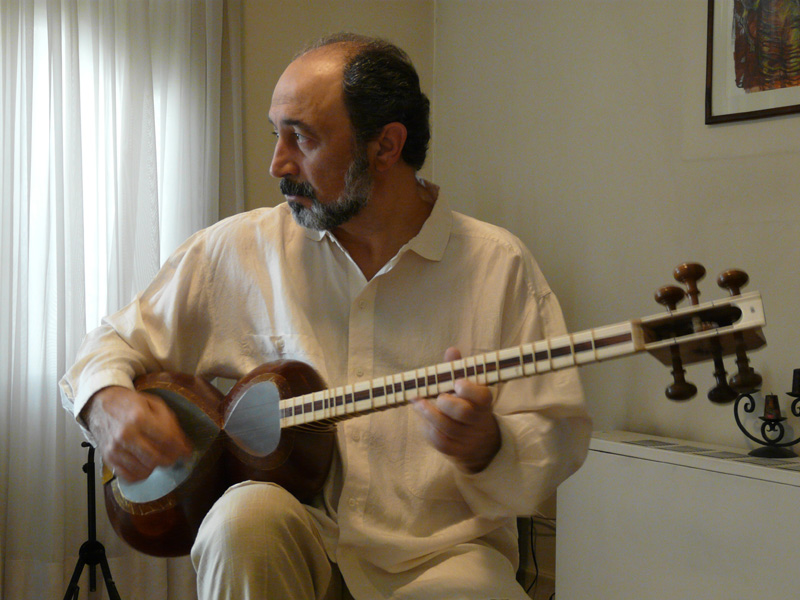
Der Tar-Spieler Dariush Tala'i

Die Tar (seltener auch maskulin; persisch تار, DMG tār, „Saite“, „Faden“, „Tau“, „Sehne“) ist eine gezupfte Langhalslaute in Iran und Afghanistan sowie in einer anderen Version als tār-e qafqāzī („kaukasische Tar“) in Aserbaidschan. Eine etymologische Verwandtschaft besteht zu setar und sitar („drei Saiten“), dotar („zwei Saiten“) und möglicherweise über griechisch kithara auch zur Gitarre.

## Herkunft
Im persischen Sprachraum ist die tar seit dem 19. Jahrhundert zu finden, wo sie frühestens Mitte des 18. Jahrhunderts aus der rabāb (verwandt mit der heute noch in Afghanistan gespielten rubab) entstanden ist. Insbesondere in der klassischen Musik Irans ist die tar seit der Kadscharendynastie eines der wichtigsten Musikinstrumente sowohl solistisch als auch im Ensemble geworden. Bei Aufführungen klassischer persischer Musik wird selten auf den Einsatz der durch ihren eigentümlichen metallischen, leicht vibrierenden Klang ausgezeichneten tar verzichtet.
Die tar besitzt einen achtförmigen, doppelt ausgebauchten Resonanzkörper, der aus einem Holzblock geschnitten ist. Typischerweise wird dazu Maulbeerbaumholz verwendet. Statt auf einer hölzernen Decke steht der Steg auf einer Bespannung aus Pergament von der Haut des Lammes (ähnlich wie bei einem Banjo oder der klanglich ähnlicheren türkischen cümbüş). Zur Befestigung dient ein aus der iranischen Sarisch-Wurzel (Wurzel der Persischen Steppenkerze Eremurus persicus) hergestelltes Pulver („serish“ oder „serishom“), das sich durch Befeuchten sehr leicht wieder entfernen lässt. Am Resonanzkörper ist ein mit Bünden versehenes Griffbrett angebracht. Meist werden die Bünde der persischen tar aus Därmen gefertigt. Die Randleisten des Griffbretts werden traditionell aus Kamelknochen hergestellt.
Mit der persischen tar können bis zu 2½ Oktaven gespielt werden. Wie bei den meisten anderen persischen Instrumenten gibt es neben den Ganz- und Halbtönen bei der tar noch weitere Zwischentöne, die ihre Begründung im aus fünf Haupttonalitäten bestehenden persischen Dastgah-System haben. Dementsprechend verfügt die Tar (wie die Setar) über mehr Bünde (meist 18) pro Oktave als etwa eine Gitarre (in der Regel 12). Die drei Chöre (Doppelsaiten) werden meistens cc'-gg-c'c', cc'-ff-c'c' oder dd'-gg-c'c' gestimmt (in der Praxis häufig auch eine Sekunde bis eine Terz niedriger), wobei zwischen den beiden Melodiesaitenchören (sim-e sefid und sim-e zard) ein Quartabstand (seltener Quintabstand) besteht.
Abhängig ist die Stimmung (bzw. Scordatur; persisch كوک kuk) jedoch in erster Linie vom verwendeten Tonalitätssystem bzw. vom Dastgah. So können die Saiten auch da-gg-c'c', ca-gg-c'c', d-ekoron-fg-c'c', dkoron-dkoron'-ff-c'c', f-akoron-gg-c'c', dkoron-ekoron-ff-c'c', d-ekoron-fis-g-c'c',  ea-gg-c'c' und fc'-gg-c'c' gestimmt sein („koron“: um grob einen Viertelton, etwas genauer um 2/3 eines Halbtons, erniedrigter Ton).
Die sechs, ursprünglich fünf (ohne Verdoppelung der Basssaite – persisch sim-e bam – durch Gholam Hossein Darwisch (Darwisch Khan) und Faradsch Rezāyev,) im Allgemeinen mit einem in Bienenwachs fixierten kegelförmigen Plektrum aus Messing (früher auch aus Ebenholz und heute auch aus Kunststoff) angeschlagenen Saiten bestehen aus Stahl- bzw. Kupferdraht.

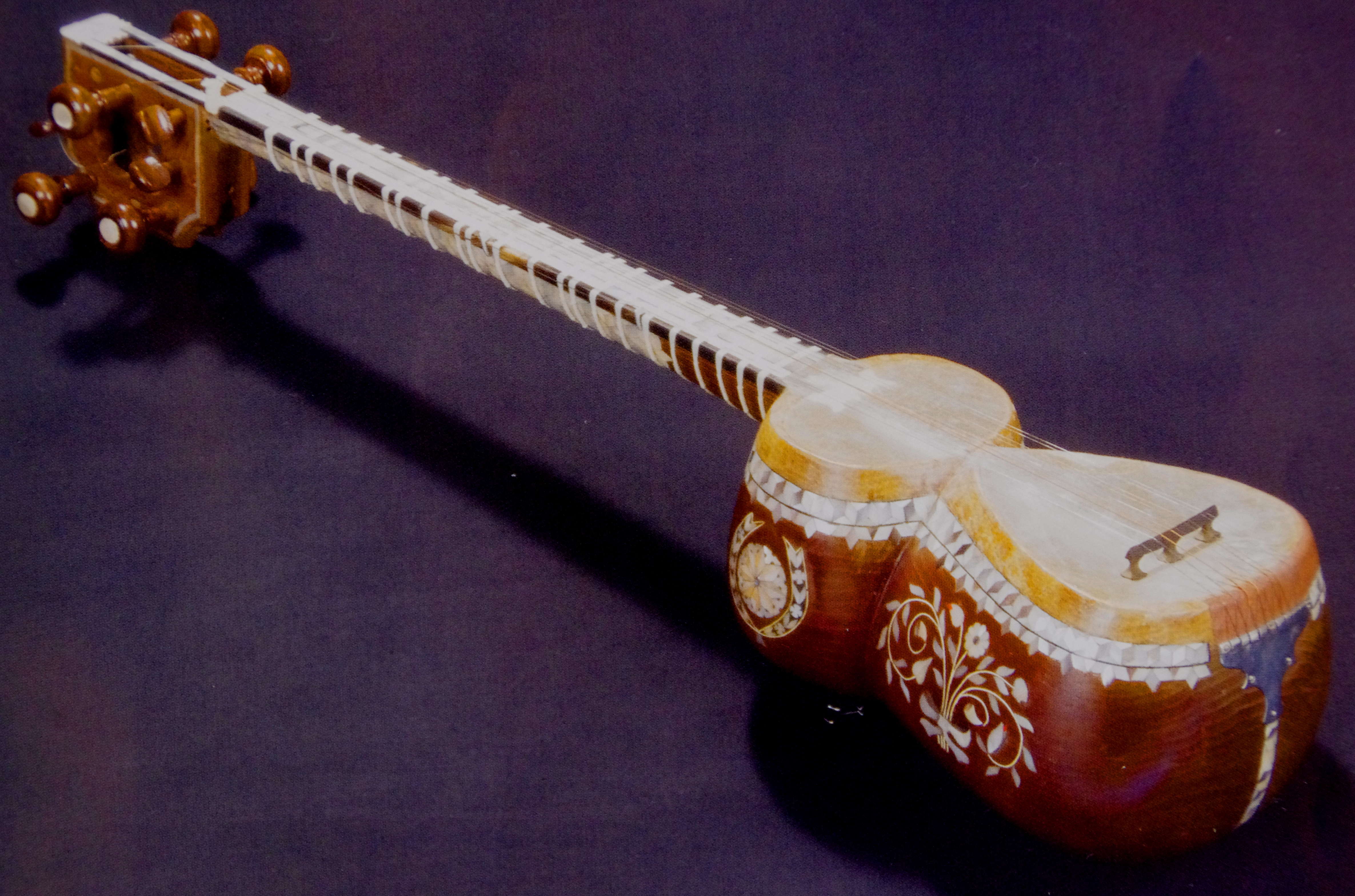
Aserbaidschanische tar

## Bauform
Zwei Varianten werden unterschieden: Der Korpus der persischen tar ist seitlich stark eingeschnitten und wird aus einem Block Maulbeerbaumholz geschnitzt.
Die kaukasische oder aserbaidschanische tar ist weniger stark tailliert. In Aserbaidschan werden bei größeren Instrumenten beide Korpusteile separat hergestellt und zusammengeleimt.

## Immaterielles Kulturerbe der Menschheit
2012 wurde auf Antrag von Aserbaidschan die „Herstellung und Spielkunst der Tar, einer gezupften Langhalslaute“, gemeint ist die kaukasische oder aserbaidschanische tar, in die Repräsentative Liste des immateriellen Kulturerbes der Menschheit der UNESCO aufgenommen.

## Bekannte Tar-Spieler
- Ali Akbar Farahani (1821–1857), auch Āqā ‘Alī Akbar Farāhānī (nach DMG), Musiker am Hof von Mohammed Schah und Nāser ad-Din Schah, Vater von Mirza Abdollah Farahani
- Āqā Gholām-Hossein, Bruder von Ali Akbar Farahani, Lehrer und Onkel von Mirza Abdollah, Lehrer von Hossein-Qoli Farahani sowie Musiker am Hof von Nāser ad-Din Schāh[12]
- Mirza Abdollah Farahani (1843–1918)[13]
- Esmāil Ghahramani, Schüler von Abdollah Farahani
- (Mirzā) Hossein-Qoli Farahani, auch Hoseyn Qoli (1853–1916)
- Darwisch Khan – Darvīš Khan, eigentlich Ġolām Ḥosayn Darvīš (1872–1926)
- Ali-Naghi Vaziri (1887–1979)
- Musa Ma'rufi (1889–1965)
- Ali Akbar Schahnāzi (1897–1985), Sohn von Hossein-Qoli Farahani
- Morteza Neydāvud (1900–1990), Lehrer von Gholam Hossein Banan
- Nur-Ali Borumand (1905–1977)
- Aminollah Hossein (1905–1983)
- Bahram Meshadi Suleyman oglu Mansurov (1911–1985)
- Adil Gəray (1919–1973), kaukasische Tar
- Mirzâ Faraj Rezâiev
- Hovhannes Darbinyan (geboren 1940 in Beirut/Libanon)
- Mohammad Reza Lotfi (1947–2014)
- Abdol-Hossein Schahnazi (* 1948)
- Hossein Alizadeh (* 1951), auch Verfasser von Lehrwerken für die Tar[14]
- Keivan Saket (* 1961), auch Verfasser von Lehrwerken für die Tar.[15]
- Soleymān Ruh-afzā
- Nasrollah Zarin Panjeh
- Ruhollah Khāleqi (* 1906 in Māhān; † 1965 in Salzburg)
- Ibrahim Ashang
- Salman Sepanlou
- Hossein Sanjari, Vater von Heshmat Sanjari
- Hossein Hungafarin
- Golgolab
- Abolhassan Saba
- Mohammad Reza Gorinzadeh
- Gholam Hossein Bikchekhani
- Jalil Shahnaz, auch Komponist für die Tar[16]
- Majid Derakhshani
- Dariush Tala'i
- Parham Nassehpoor
- Houshang Zarif
- Dawoud Azad
- Sahba Motallebi (geboren 1977 in Teheran, Iran), auch Lehrerin und Komponistin[17][18] für die Tar
- Nariman Hodjati
- Danial Moazeni (geboren 1998 in Isfahan, Iran), Komponist und Musiker.